# Barbizon
Barbizon este o comună din Franța, situată în departamentul Seine-et-Marne, în regiunea Île-de-France. Localitatea este cunoscută datorită Școlii de la Barbizon, o mișcare artistică datorată unui grup de artiști instalați în localitate. De asemenea, localitatea se află în apropierea Pădurii Fontainebleau.
1. ↑  French National Directory of Representatives, accesat în 15 martie 2019
2. ↑  répertoire géographique des communes, accesat în 26 octombrie 2015
3. ↑  dataset of postal codes in France, 1 octombrie 2018